# Wilhelm Klauditz
Wilhelm Klauditz (* 24. Februar 1903 in Vechelde bei Braunschweig; † 30. Juni 1963) war ein deutscher Holzforscher. Er gilt als wichtiger Wegbereiter der Holzforschung nach dem Zweiten Weltkrieg in Deutschland und als Ideengeber für die Holzwissenschaft, Holztechnik wie auch die Forstwissenschaften.

## Beruflicher Werdegang

### Studium und Berufseinstieg
Wilhelm Klauditz absolvierte ein Chemiestudium an der Technischen Hochschule Braunschweig, wo er u. a. bei Gustav Gassner und Hermann Dießelhorst lernte. 1928 promovierte er  und arbeitete zunächst für ein Jahr als wissenschaftlicher Assistent mit einem Stipendium der Justus-Liebig-Stiftung an der Universität Halle. 1929 wechselte er in das Zentrallabor der Koholyt GmbH in Köln. Als die später von der Feldmühle AG übernommen wurde, blieb Klauditz in dem Unternehmen und wurde stellvertretender Leiter der Forschungsabteilung in Odermünde bei Stettin. Dort beschäftigte er sich auch zunehmend mit Fragen der Holznutzung. Bereits in den 30er Jahren verfasste er erfolgreiche Arbeiten zur Herstellung von Kunstseide und Zellwolle auf Basis von Buchenholz. Er arbeitete schon damals intensiv an Arbeiten zur Nutzung von Laubhölzern in der Zellstoff- und Papierindustrie.

### Neuorganisation der Reichsanstalt für Holzforschung
Ab 1939 wurde er wissenschaftlicher Mitarbeiter in der Reichsanstalt für Holzforschung in Eberswalde, die als eine größere Forschungseinrichtung bereits 1930 errichtet worden war. Das Institut unterstand der Preußischen Landesforstverwaltung, unter der Leitung von C.G.Schwalbe, mit den Forschungsaufgaben zur technischen Holzausnutzung. Als Schwalbe 1934 die Leitung niederlegte, wurde das Institut in ein Chemisch-technologisches und ein Mechanisch-technologisches Institut aufgeteilt. Direktor des mechanisch-technologischen Institutes  war der renommierte Holzforscher Franz Kollmann. Wilhelm Klauditz übernahm nach dem Tod von Professor G. A. Kienitz 1944 die Leitung des Chemisch-technologischen Institutes. Die Reichsanstalt hatte zum Ziel, umfassende Arbeiten „auf dem gesamten Gebiet der Holzforschung, der Entwicklung von Holzwerkstoffen und des Holzschutzes nach dem Einschlag“ zu erstellen.
Durch die Kapitulation des Deutschen Reiches am 8. Mai 1945 verlor die Reichsanstalt die staatliche Betreuung durch das Reichsforstamt und Wilhelm Klauditz bemühte sich zusammen mit Anton Dosoudil aus dem Mechanisch-technologischen Institut um die Bewahrung der Reichsanstalt für Holzforschung. Die Reichsanstalt wurde zunächst nach Vils/Tirol evakuiert und später nach Hohenpeißenberg in Bayern verlegt, bevor sie im Juli 1945 wegen Geldmangels die Arbeit einstellen musste. Es wurde als organisatorische Zielperspektive angestrebt, sich an die Institute der Forstlichen Abteilung der Universität München anzugliedern. Die Verhandlungen scheiterten, wie auch später bei der Forstlichen Hochschule Hannoversch-Münden, an Raummangel und Etatschwierigkeiten.
Im November 1945 nahm Klauditz zwecks einer Neuorganisation Kontakt zu Gustav Gassner und vor allem zu Professor Hermann Winter der Technischen Hochschule in Braunschweig auf und kehrte am 23. März 1946 dorthin zurück. Auch von Oberlandesforstmeister Hausmann von der Forstverwaltung Hannover, der an einer schnellen Weiterführung der Holzforschung sehr interessiert war, bekam er Unterstützung und verfasste eine Denkschrift an das braunschweigische Staatsministerium. Darin wurde an erster Stelle auch die mögliche Angliederung an eine Forstliche Fakultät bzw. Technische Hochschule genannt. Im Vordergrund sollte aber die Möglichkeit einer „Überbrückenden eigenwirtschaftlichen Weiterführung der Arbeiten mit staatlicher Förderung und mit Unterstützung der Industrie und Forstwirtschaft“ stehen. So wurde als Träger der Forschungseinrichtung im Juni 1946 der Verein für Technische Holzfragen e.V. (iVTH) gegründet.

### Gründung des Institutes für Holzforschung (WKI)
Die „Versuchs- und Beratungsstelle für technische Holznutzung des Vereins für Technische Holzfragen e.V.“ gründete Klauditz 1946 in einer Baracke am Steinriedendamm in Braunschweig. Im Jahr 1949 hatte er wesentliche Ziele erreicht: Die Beratungsstelle konnte sich nun „Institut für Holzforschung“ nennen, die finanzielle Absicherung stand auf einer soliden Basis und die Mitgliederzahl des Vereins für technische Holzfragen erhöhte sich stetig. Der Schwerpunkt der Forschungsarbeiten verschob sich weiter auf die Entwicklung von Herstellungsverfahren für künstliche Werkstoffe. Das Institut konnte im Jahr 1952 aufgrund besonderer wissenschaftlicher Leistungen an die technische Universität Braunschweig angegliedert werden.
Wilhelm Klauditz verstarb am 30. Juni 1963 bei einem tragischen Verkehrsunfall im Alter von 60 Jahren. Erst fünf Jahre nach seinem Tod konnte ein geeigneter Nachfolger für die Leitung des Instituts gefunden werden. Das Institut wurde 1970 in die Fraunhofer-Gesellschaft eingegliedert und der Verein für Technische Holzfragen zu dessen Förderverein.

## Verdienste
Die Holzforschung verdankt Wilhelm Klauditz einen bedeutenden Fortschritt, vor allem im Bereich der Entwicklung der Spanplattenforschung. Er legte den Grundstein für die Anerkennung der Spanplatte als dem wichtigsten Werkstoff für Möbel durch zahlreiche Forschungsarbeiten auf diesem Gebiet. Er schaffte durch regelmäßige Vortragsveranstaltungen eine unabhängige Plattform für die Forst- und Holzwirtschaft und förderte damit den Gedankenaustausch unter Fachkollegen.
Einige kennzeichnende Arbeiten aus dieser Zeit:
- Arbeiten über die verbesserte Rohholzausnutzung zur Herstellung von Holzfaser-, Holzspanplatten, Zellstoff und Papier
- Entwicklung neuer Holzwerkstoffe, insbesondere von Holzspanwerstoffen und -formteilen mit speziellen Eigenschaften
- Untersuchung zu chemisch- und mechanisch-technologischen Eigenschaften und Nutzungsmöglichkeiten schnellwüchsiger Baumarten

## Ehrungen
- 1953 Bundesverdienstkreuz (Steckkreuz) für seine besonderen Verdienste in der Holzforschung
- 1964 Umbenennung des Institutes für Holzforschung in „Wilhelm-Klauditz-Institut für Holzforschung an der Technischen Hochschule Braunschweig“